# Adlešiči
Ádlešiči so obmejno naselje v Občini Črnomelj. Adlešiči ležijo 12 km južno od Črnomlja med reko Kolpo in gričem Malo Plešivico (341 m) v Nizki Beli krajini. Naselje ima delno osnovno šolo (nižjo stopnjo). V vasi, ki je središče lokalne domače obrti, se nahaja stalna razstava o tradicionalih belokranjskih obrteh. Naselje sestavlja ena sama ulica, ki nosi ime naselja.
Kraj se prvič omenja leta 1334 v povezavi s cerkvijo sv. Nikolaja.

## Demografija
| Pregled števila prebivalstva po letih | Pregled števila prebivalstva po letih | Pregled števila prebivalstva po letih | Pregled števila prebivalstva po letih | Pregled števila prebivalstva po letih | Pregled števila prebivalstva po letih | Pregled števila prebivalstva po letih | Pregled števila prebivalstva po letih | Pregled števila prebivalstva po letih | Pregled števila prebivalstva po letih | Pregled števila prebivalstva po letih | Pregled števila prebivalstva po letih | Pregled števila prebivalstva po letih | Pregled števila prebivalstva po letih |
| ------------------------------------- | ------------------------------------- | ------------------------------------- | ------------------------------------- | ------------------------------------- | ------------------------------------- | ------------------------------------- | ------------------------------------- | ------------------------------------- | ------------------------------------- | ------------------------------------- | ------------------------------------- | ------------------------------------- | ------------------------------------- |
| 1869                                  | 1880                                  | 1890                                  | 1900                                  | 1910                                  | 1931                                  | 1948                                  | 1953                                  | 1961                                  | 1966                                  | 1971                                  | 1981                                  | 1991                                  | 2002                                  |
| 132                                   | 151                                   | 163                                   | 168                                   | 178                                   | 179                                   | 190                                   | 176                                   | 147                                   | 143                                   | 146                                   | 118                                   | 116                                   | 126                                   |

## Izvor krajevnega imena
Ime kraja je izvorno množinska oblika patronimičnega priimka Adlešič s prvotnim pomenom 'Adlehov sin'. Osebno ime Adleh je verjetno germanskega izvora, domnevno prevzetega iz starovisokonemškega Adalleich. V srednjem veku se v Adlešičih omenja le podružnična cerkev sv. Nikolaja: sancti Nicolai in provinca Methlice. V 17. stoletju se v okoliških vaseh večkrat omenja priimek Adleschitsch, v 18. stol. pa kraj kot Adlesich.